# Фатіма (місто)
Фа́тіма (порт. Fátima [ˈfatimɐ]) — місто в Центральному регіоні Португалії, муніципалітеті Оурен, округу Сантарен. Адміністративний центр фрегезії Фатіма. Всесвітньо відомий центр паломництва. 1917 року в Фатімі відбулося об'явлення Пресвятої Богородиці. На території міста розташований один із найбільших Санктуаріїв Діви Марії у світі. Святі покровителі — Радісна Діва Марія (Nossa Senhora dos Prazeres) та Св. Антоній Падуанський.

## Топонім
Назва міста походить від арабського слова Фатіма (араб. فاطمة, Fāṭimah /ˈfɑːtˤɪma/ — «віднята від грудей»). Жіноча форма слова Фатімун (араб. فَطِيمٌ‎‎ — «віднятий від грудей» (мовиться про дитину)). Фатіма є популярним жіночим ім'ям серед мусульман, особливо серед шиїтів. Дочка пророка Мухаммеда та його першої дружини Хадіджі мала ім'я Фатіма (Фатіма бінт Мухаммед).

## Історія
Перші згадки про Фатіму датуються 1568 роком. Згідно з переказами, поселення Фатіма було названо на честь принцеси Фатіми (Оріани). Португальський історик, монах ордену цистерціанців Bernardo de Brito у своїй праці 1602 року «Crónica da Ordem de Cister» (Livro VI, Cap. I) записав «Легенду про Оріану». 1158 року в день свята Народження Івана Хрестителя християнський лицар Gonçalo Hermigues разом із своїми товаришами раптово напали на Алкасер-ду-Сал та викрали принцесу Фатіму. Вона була донькою місцевого правителя маврів. ЇЇ перевезли до нещодавно створеного Португальського Королівства, в невеличке село в теперішньому районі Serra de Aire. Перебуваючи в полоні, принцеса закохалася в лицаря. Щоб одружитися зі своїм коханим, Фатіма зреклася ісламу та охрестилася, отримавши нове ім'я Оріана (Oureana). Цікаво, що місто Фатіма входить до складу муніципалітета міста Орен. За легендою, після одруження принцеса отримала в подарунок місто Оурен. А назва Орен походить від її імені Оріана.

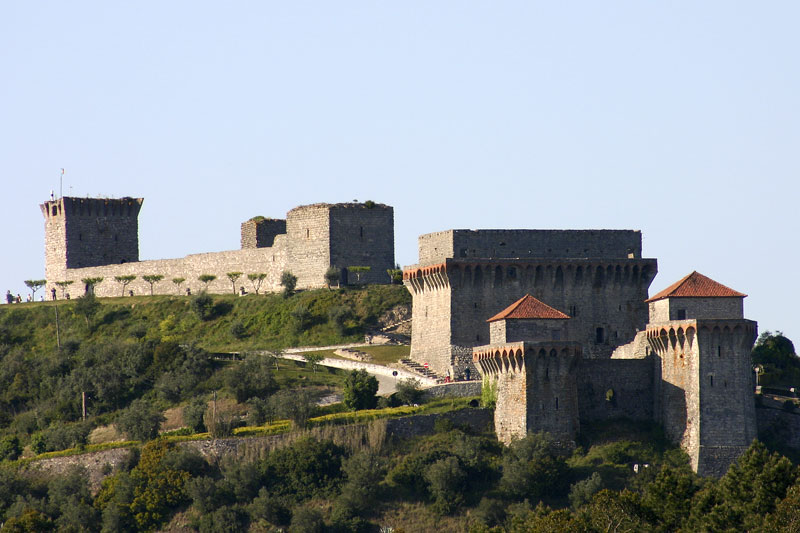
Фортеця міста Оурен

До початку XX ст. Фатіма залишалася невеличким поселенням. Варто відзначити, що, коли йде мова про Фатіму 1915–1917 рр. (як місце об'явлення), то мається на увазі саме фрегезія (freguesia) Фатіма, а не село Фатіма (оскільки, об'явлення відбувалися в різних місцях однієї громади). До складу фрегезії входило близько двадцяти поселень (Фатіма, Алджустрел, Casa Velha, Moita Redonda, Lombo d’Égua та інші). Свою назву вона отримала від села Фатіма, де розташовувалися церква та резиденція. У 1917 році Кова да Ірія (Cova da Iria) також належала до території фатімської фрегезії, але не була хутором (там не було будинків і ніхто там не проживав). Вона знаходиться на відстані 2 км від Алджустрела (Aljustrel). Це була кам'яниста місцевість з бідною рослинністю. Батьки Люсії володіли земельною ділянкою в Кова да Ірія, де вирощували сільськогосподарську продукцію. Також, це було одне з тих місць, де діти випасали овець.
Після об'явлення навколишню територію почали швидко забудовувати. 19 серпня 1977 року частина фрегезії Фатіма була об'єднана в єдине поселення та отримала статус містечка (vila). 4 червня 1997 року містечко Фатіма отримало статус міста (cidade).
Станом на 2011 рік до складу міста Фатіма входять: колишнє село Фатіма (навколо якого й утворилося місто), Кова да Ірія (Cova da Iria), Moita Redonda, Алджустрел (Aljustrel), Casa Velha, Moimento, Eira da Pedra.
До складу фрегезії Фатіма входять: місто Фатіма, Alveijar, Amoreira, Boleiros, Casal Farto, Casal de Santa Maria, Casalinho, Chã, Gaiola, Gisteira, Lomba, Lombo d´Ègua, Lameira, Maxieira, Moitas, Montelo, Ortiga, Pederneira, Pedreira, Poço de Soudo, Ramila, Vale de Cavalos, Vale de Porto, Valinho de Fátima.

## Географія

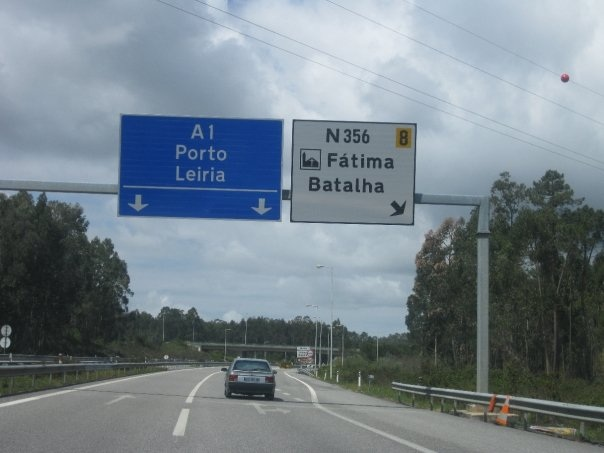
Автомагістраль А1. Поворот на Фатіму.

Фатіма входить до агломерації міста Лейрія. 1890 року громада налічувала 1747 осіб, а 1900 року — 1975. Згідно з переписом населення 2011 року загальна кількість мешканців фрегезії (População Presente) становила 11788 осіб. Кількість постійних мешканців (População Residente) — 11539 осіб, серед яких дітей віком до 18 років — 2196. Площа — 71,29 км², густота населення — 165,4/км².
Фатіма розташована в передгір'ях Serra de Aire на висоті 300 м над рівнем моря. Клімат характеризується великою кількістю опадів (близько 1400 мм/рік). Літо — сухе та жарке. Ґрунт — кам'янистий. Флора — дуб кам'яний (Quércus ílex), дуб португальський (Quercus faginea), суничник великоплодний (Arbutus unedo), маслина європейська (Olea europaea), крушина (sanguinho (Rhamnus glandulosa), Інжир (figueira) й інші.
Автомагістраль А1 (Auto-Estrada do Norte) сполучає Фатіму з такими містами, як Лісабон, Порту, Лейрія, Коїмбра тощо. Місто розташоване за 130 км на північ від Лісабона, 187 км на південь від Порто та 27 км на південний схід від Лейрії.

## Економіка
Головну роль в економіці міста та фрегезії відіграє переробна промисловість (мармур, дерево тощо), сільське господарство (основу якого складають сімейні ферми), тваринництво (вівці, кози) та сфера послуг.
Важлива стаття надходжень до бюджету міста — доходи від релігійного туризму. Щороку до Фатіми здійснює паломництво близько 5 мільйонів прочан майже зі 100 країн світу. Завдячуючи цьому, добре розвиненою є сфера послуг. Місто має значну кількість крамниць, що продають різноманітну продукцію на релігійну тематику. У Фатімі також знаходиться велика кількість готелів, гостелів та ресторанів.

## Спорт
У Фатімі базується футбольний клуб «Фатіма» (Centro Desportivo de Fátima). Він був заснований 24 січня 1966 року. Домашні ігри ФК «Фатіма» відбуваються на «Муніципальному стадіоні Фатіми» (Estádio Municipal de Fátima), який вміщує 1545 глядачів. Стадіон був побудований 2005 року. У 2007 році клуб вперше потрапив до 2-го дивізіону португальської футбольної ліги — «Ліга Оранжина».

## Об'явлення у Фатімі
У період 1915–1917 рр. в Фатімі відбулася серія об'явлень. Найвідомішими є об'явлення Діви Марії 1917 року. Згідно зі свідченнями трьох дітей Люсії (Lúcia Santos), Жасінти (Jacinta Marto) та Франціско (Francisco Marto) з 13 травня до 13 жовтня 1917 року перед ними 6 разів з'являлась Пресвята Богородиця. Через них вона передала людям свої пророцтва, які згодом отримали назву «Фатімська таємниця».
Перша та друга частини таємниці були опубліковані 31 серпня 1941 року в документі «ІІІ Спогад», який був написаний Люсією на прохання Жозе да Сільва (José da Silva), єпископа міста Лейрія.
На запитання єпископа у 1943 році про третю частину, Люсія відповіла, що «ще не впевнена, що Бог дозволяє зараз її розкрити». 1944 року вона записала третє пророцтво, але запечатала в конверт і заборонила його відкривати до 1960 року. Третя частина була офіційно опублікована 2000 року.
Текст Фатімської таємниці розміщений на офіційному вебсайті Ватикану.

## Пам'ятки міста

### Санктуарій Діви Марії Фатімської

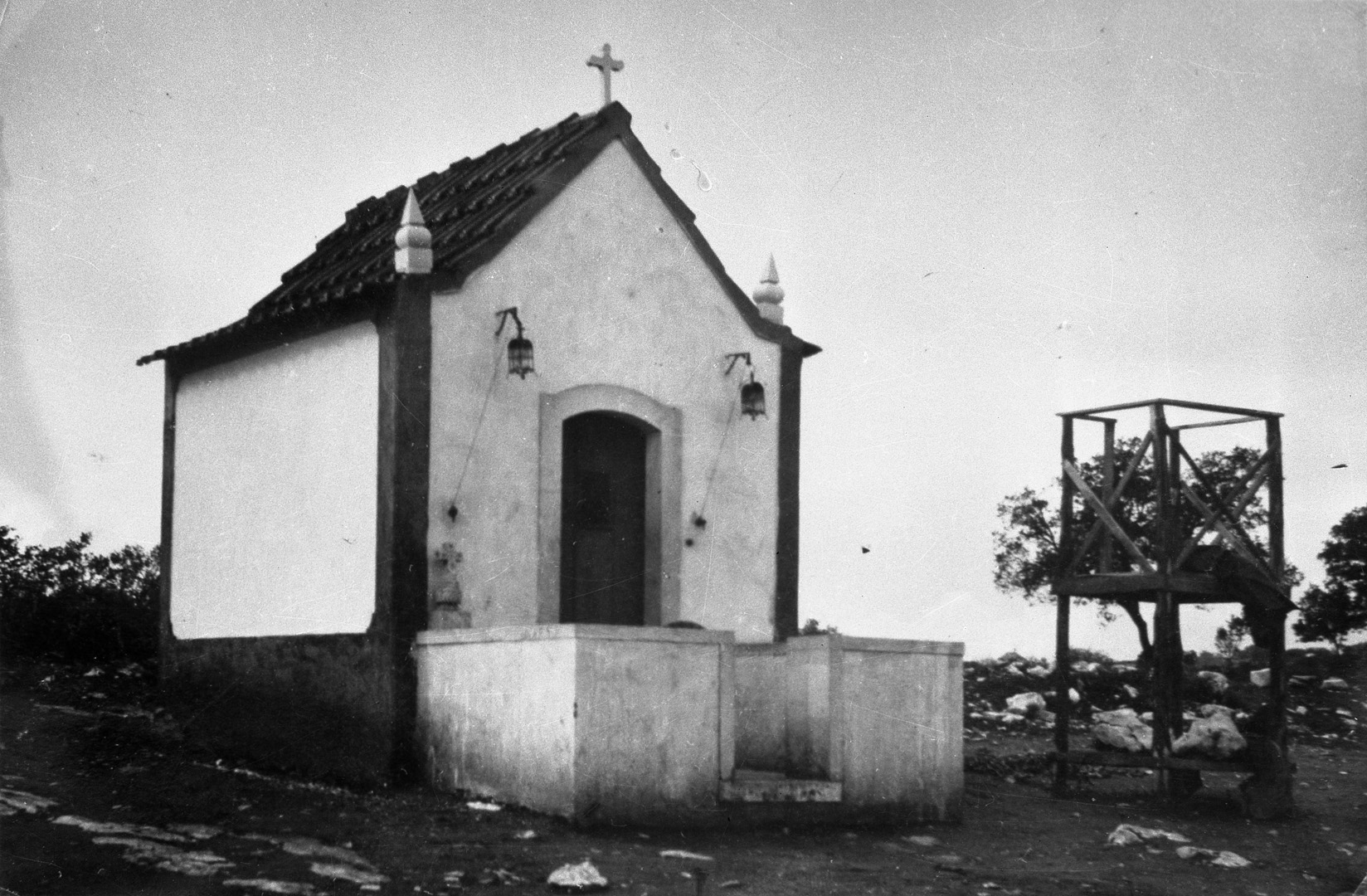
Мала каплиця Об'явлення Богородиці (1922 рік)

Фатіма, в першу чергу, відома своїм архітектурним комплексом, збудованим на честь Діви Марії Фатімської в Кова да Ірія (Cova da Iria) — Санктуарій Діви Марії Фатімської (або Санктуарій Діви Марії Вервиці Фатімської).

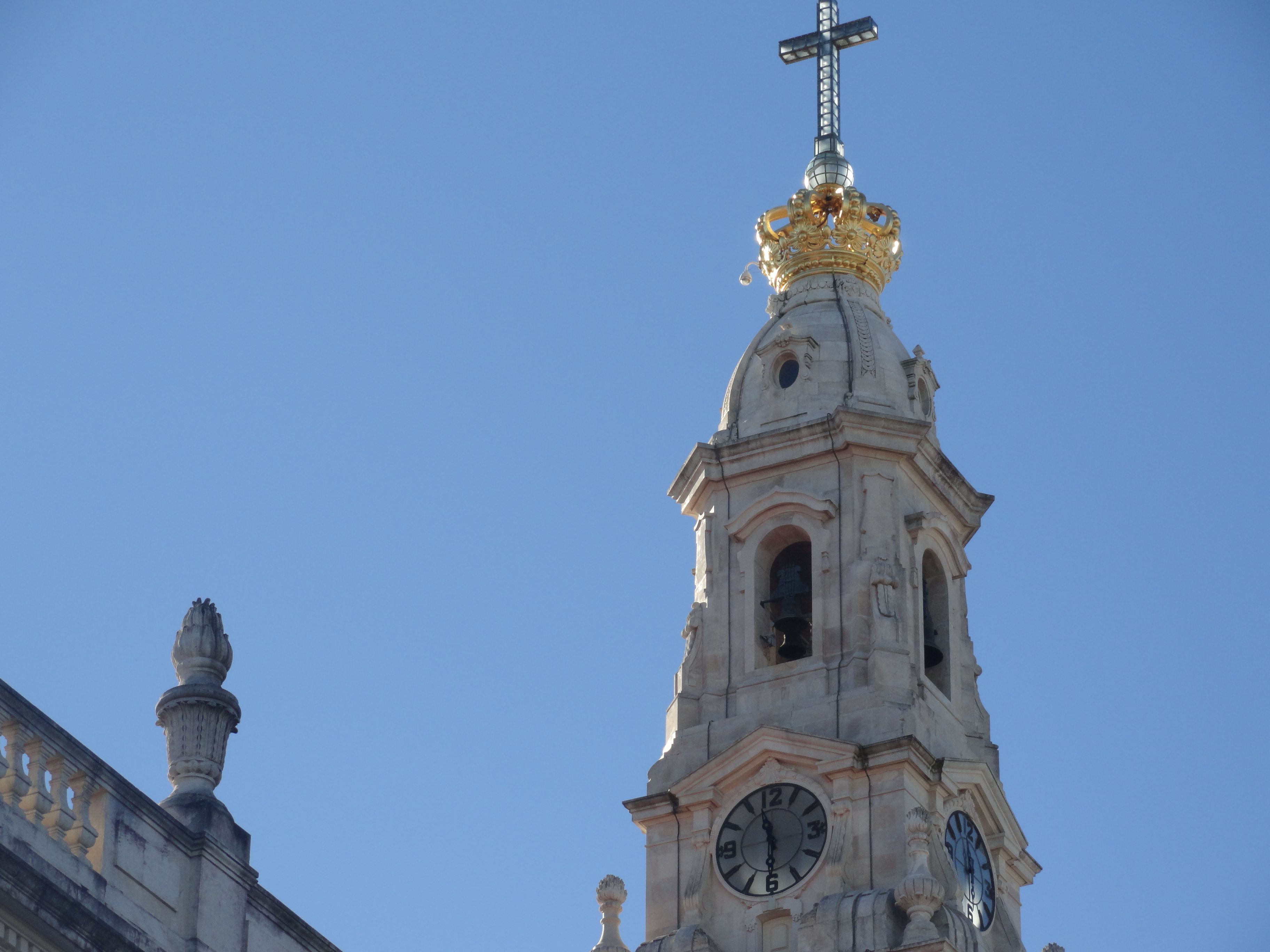
Дзвіниця Базиліки Діви Марії Вервиці Фатімської

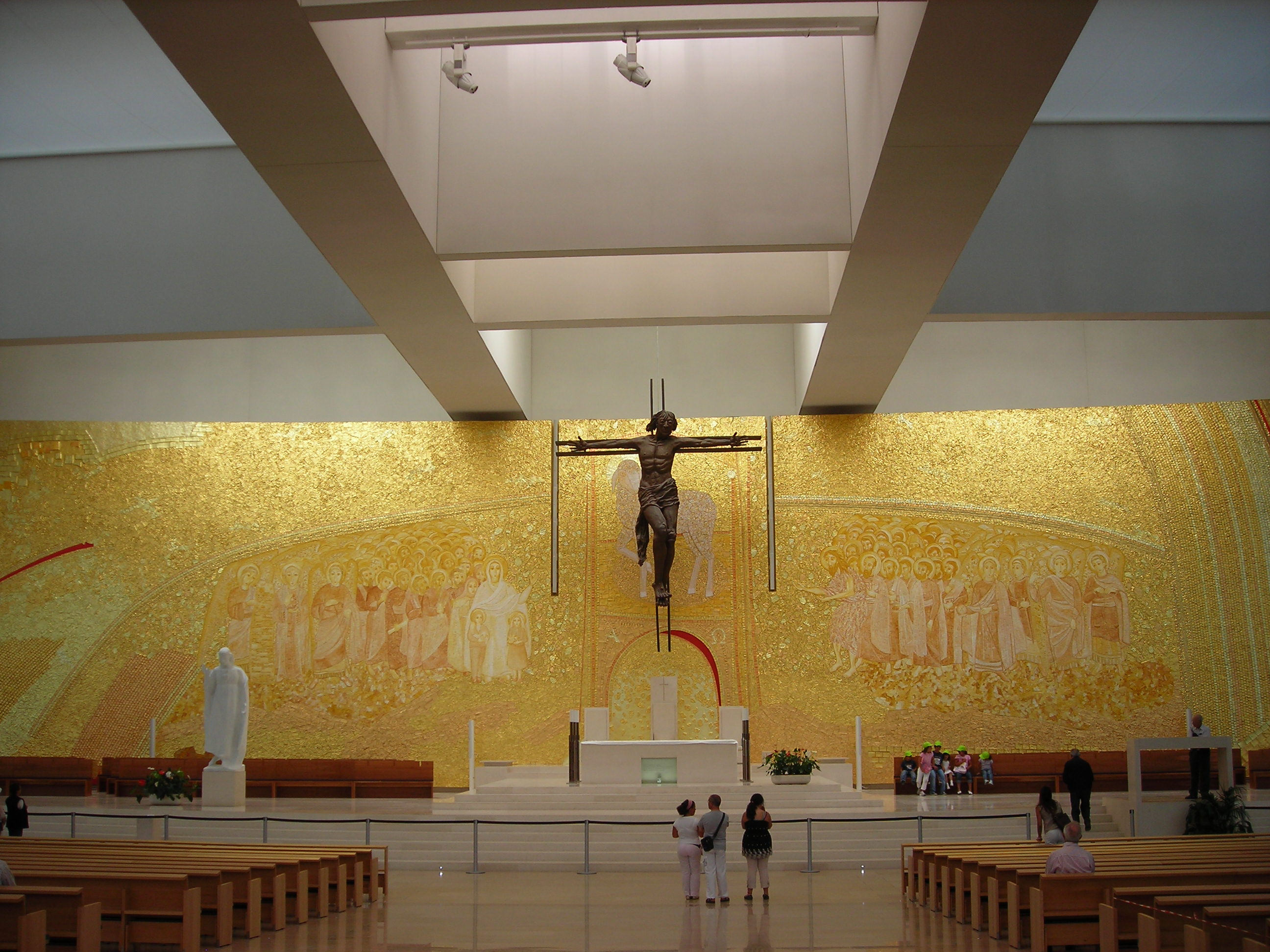
Головний вівтар церкви Пресвятої Трійці.

До складу комплексу входять: Молитовна площа, Мала каплиця Об'явлення Богородиці (відома також, як Мала каплиця (Capelinha) або Каплиця Об'явлення), Базиліка Діви Марії Вервиці Фатімської, Колонада, Будинок Діви Марії з гори Кармель та Будинок Страждальної Діви Марії, Комплекс церкви Пресвятої Трійці та інші.
- Молитовна площа. Хоча вона є непокритою, але має такі ж самі елементи, як і будь-яка католицька церква (хрест, вівтар, стації Хресної Дороги Ісуса Христа, статуї святих). Біля Південного входу на площу 13 серпня 1994 року був встановлений Монумент Берлінська стіна на згадку про падіння муру й радянської влади. Він являє собою частину цієї стіни, яку привезли з Німеччини. Її вага становить 2600 кг, висота 3,6 м та ширина 1,2 м. Недалеко від Монумента Берлінська Стіна в жовтні 1998 року було встановлено пам'ятник двом священикам Canon Manuel Nunes Formigão та Luís Fischer. Вони були першими історіографами Об'явлення та поширювали інформацію в Португалії та Німеччині. Одразу після об'явлення 1917 року в Кова да Ірія відчувся брак питної води. Наявних джерел не вистачало для багатотисячної армії паломників. Під час буріння 9 жовтня 1921 року в 40 метрах від місця об'явлення знайшли воду. На тому місці встановили систему з 15 питних фонтанчиків. Зараз діючими є лише 4, решту засипали під час будівництва площі. В центрі Молитовної площі на п'єдесталі був встановлений бронзовий Монумент на честь Жертовного Серця Ісуса. Автор роботи невідомий. Монумент пожертвував паломник. Освячення відбулося 13 травня 1932 року.

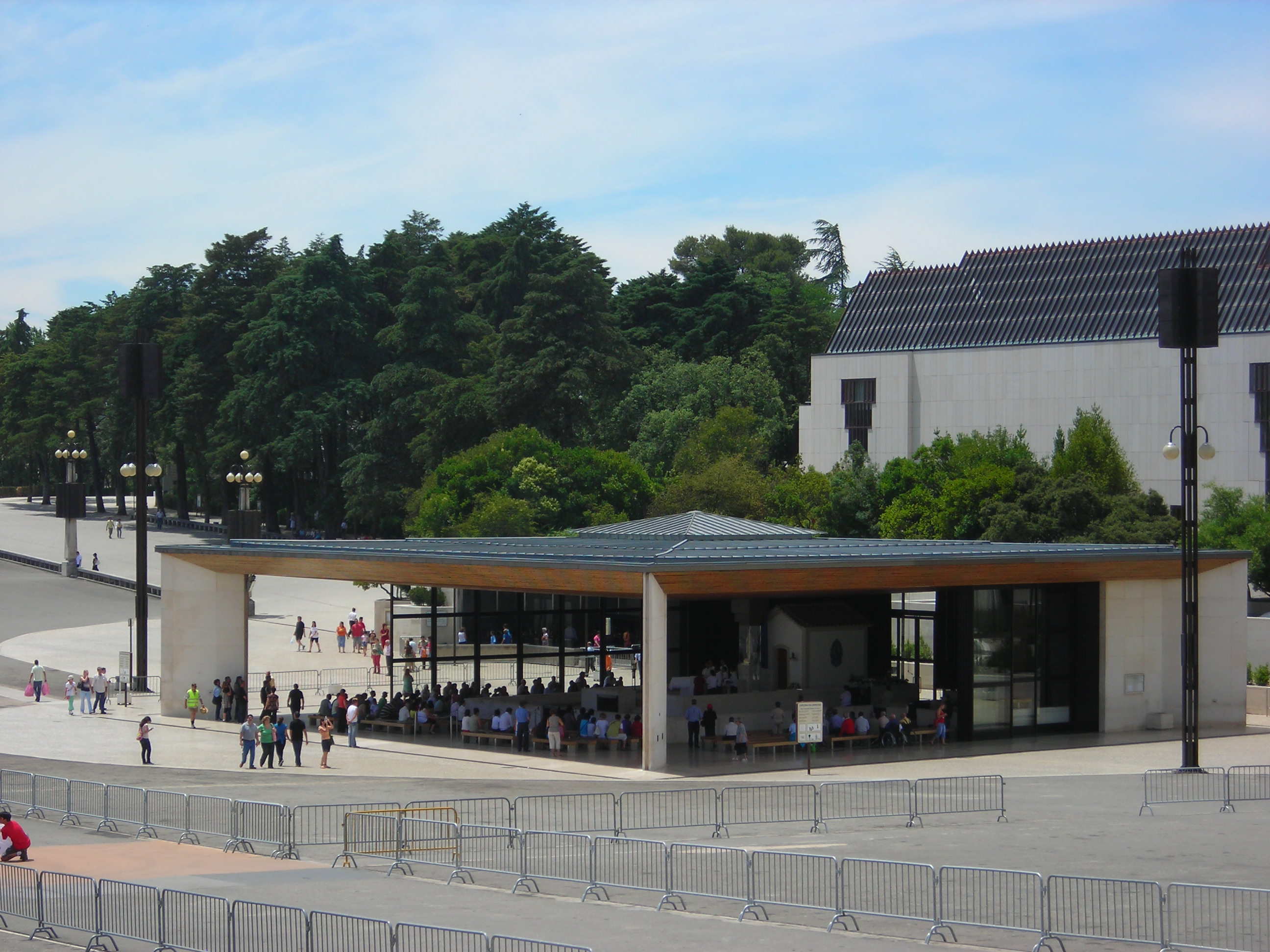
Мала каплиця Об'явлення Богородиці (2008 рік)

- Мала каплиця Об'явлення Богородиці (2008 рік)Мала каплиця Об'явлення Богородиці. Каплиця Об'явлення — це «серце» Санктуарія. Саме на цьому місці відбулося п'ять з шести об'явлень Діви Марії Фатімської. Вона була побудована 1919 року на тому місці згідно з бажанням самої Богородиці. 13 червня 1920 року в Малій Каплиці Об'явлення Богородиці була встановлена Статуя Діви Марії Фатімської. Вона зроблена з бразильського кедру (Cedrela fissilis[en]) скульптором José Ferreira Thedim. Висота статуї 1,04 м. Статуя встановлена на п'єдесталі, який, в свою чергу, розташований саме на тому місці де ріс дуб, над яким з'являлася Діва Марія. Дуб на той час мав висоту близько 1 метра. Самого дуба вже немає, перші паломники швидко розібрали його по частинах. В ніч з 5/6 березня 1922 року каплицю підірвали динамітом. Впродовж року її відбудували та 13 січня 1923 року наново освятили. 13 травня 1946 року Статуя Діви Марії Фатімської була коронована папським легатом, кардиналом Masella. Корона виготовлена з золота, важить 1200 г, оздоблена 313 перлинами та 2679 коштовними каміннями. Над нею працювали 12 ювелірів впродовж 3-ох місяців. Корону виставляють лише у великі свята. 21 листопада 1964 року Папа Римський Павло VI подарував Діві Марії Фатімській Золоту Троянду (Golden Rose). 25 березня 1984 року Іван-Павло II подарував Санктуарію кулю, якою був поранений в результаті замаху 1981 року.[9][10][11] 1989 року кулю вмотували в корону Діви Марії Фатімської. 13 травня 2010 року Бенедикт XVI також подарував Богородиці Фатімській Золоту Троянду.[12] До квітня 2010 року статуя залишала Малу каплицю лише 10 разів. Кожне місто вважає за велику честь приймати її в себе.

- Дзвіниця Базиліки Діви Марії Вервиці ФатімськоїБазиліка Діви Марії Вервиці Фатімської. Побудова церкви тривала з 1928 по 1953 роки. Архітектурний стиль — необароко. Для будівництва використовували лише місцеве каміння. Титул Базиліка храму було надано Пієм XII 11 листопада 1954 року. Архітектори — Gerardus Samuel van Krieken та João Antunes. Висота Базиліки — 70.5 м, ширина — 37 м. Храм розрахований на 650 сидячих місць. Головний дзвін розташований на висоті 65 м та важить 7000 кг. Карильйон складається з 62 дзвонів. Найбільший дзвін важить 3000 кг, найменший — 90 кг. На головному фасаді Базиліки розташована статуя Непорочного Серця Марії. Висота статуї — 4.73 м, вага — 13000 кг. Автор роботи — американський скульптор, домініканець, отець Thomas McGlynn. Також на фасаді викладено мозаїкою монограму NSRF (Nossa Senhora do Rosário de Fátima). Інтер'єр храму має 14 бічних вівтарів, що присвячені 14 таїнствам вервиці. Останньому таїнству присвячено головний вівтар базиліки. Сцена 15 таїнства втілена в камені — «Пресвята Трійця коронує Пречисту Діву Марію на Царицю Неба і Землі». Автори — Maximiano Alves та Stella Albuquerque. Вага — 65000 кг.

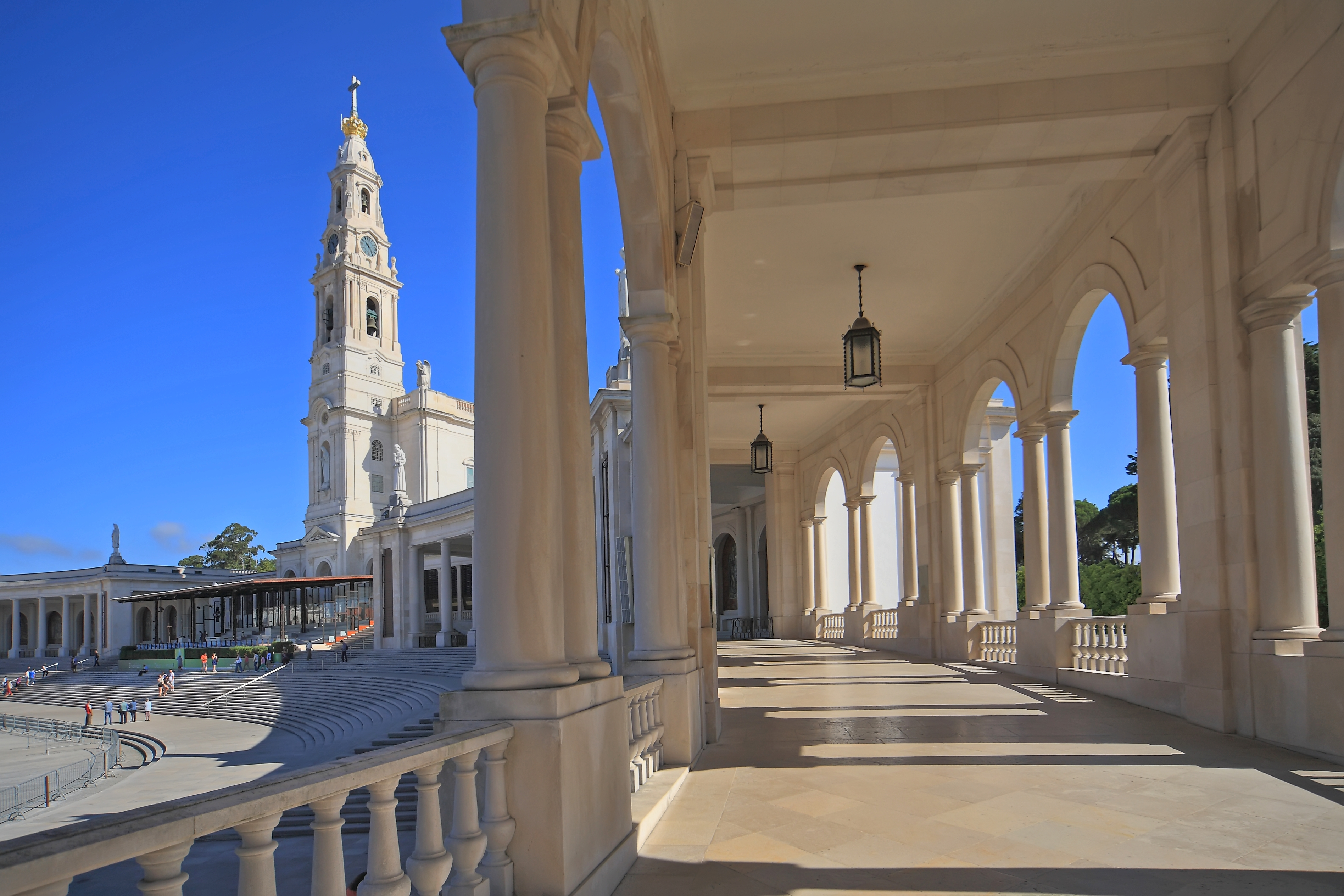
Колонада санктуарію.

- Колонада санктуарію.Колонада складається з 200 колон та напівколон і має 14 вівтарів. Архітектор — António Lino. Зверху на колонаді розташовано 17 статуй (4 великі та 13 менші). 4 великі статуї португальських святих мають висоту 3,2 м (Св. Іван Божий, São João de Brito, Св. Антоній Падуанський, São Nuno de Santa Maria). Решта 13 — різні святі, висота — 2,3 м (Св. Тереза Авільська, Св. Франциск Салезький, São Marcelino Champagnat, São João Baptista de La Salle, Св. Альфонс Марія де Ліґуорі, Св. Іван Боско та São Domingos Sávio, Св. Людовік Марія Гріньйон де Монтфорт, São Vicente de Paulo, São Simão Stock, Святий Ігна́тій Лойо́ла, Св. Павло Хреста, Святий Іван від Хреста, Св. Беатріса да Сільва Менезес).
- Будинок Діви Марії з гори Кармель та Будинок Страждальної Діви Марії. Будинки розташовані біля північної та південної сторони Молитовної площі відповідно. Вони використовуються для відпочинку паломників та як офісні приміщення.

- Головний вівтар церкви Пресвятої Трійці.Комплекс церкви Пресвятої Трійці. Ідея побудувати нову церкву виникла ще 1973 року, оскільки Базиліка Діви Марії Вервиці Фатімської не могла вмістити всіх паломників у неділю та свята. Будівництво храму тривало з 2004 по 2007 роки. Архітектор — Alexandros Tombazis (Αλέξανδρος Τομπάζης). Церква має круглу форму діаметром 125 м і висотою 18 м. Дах церкви не має внутрішньої опори, що дозволяє вмістити 8633 людини. Головні вхідні двері вироблені з бронзи та присвячені Ісусу Христу. Висота 8 м, загальна площа — 64 м². Вони складаються з 4 частин, кожна з яких важить 3200 кг. Автор роботи — Pedro Calapez (Португалія). Престол головного вівтаря створено з місцевого монолітного морського каменю білого кольору. Довжина — 3,5 м, ширина — 1,9 м, висота — 0,94 м. Вага каменя — 16000 кг. Над престолом розташоване бронзове розп'яття (висота — 7,5 м). Автор — Catherine Greene (Ірландія).

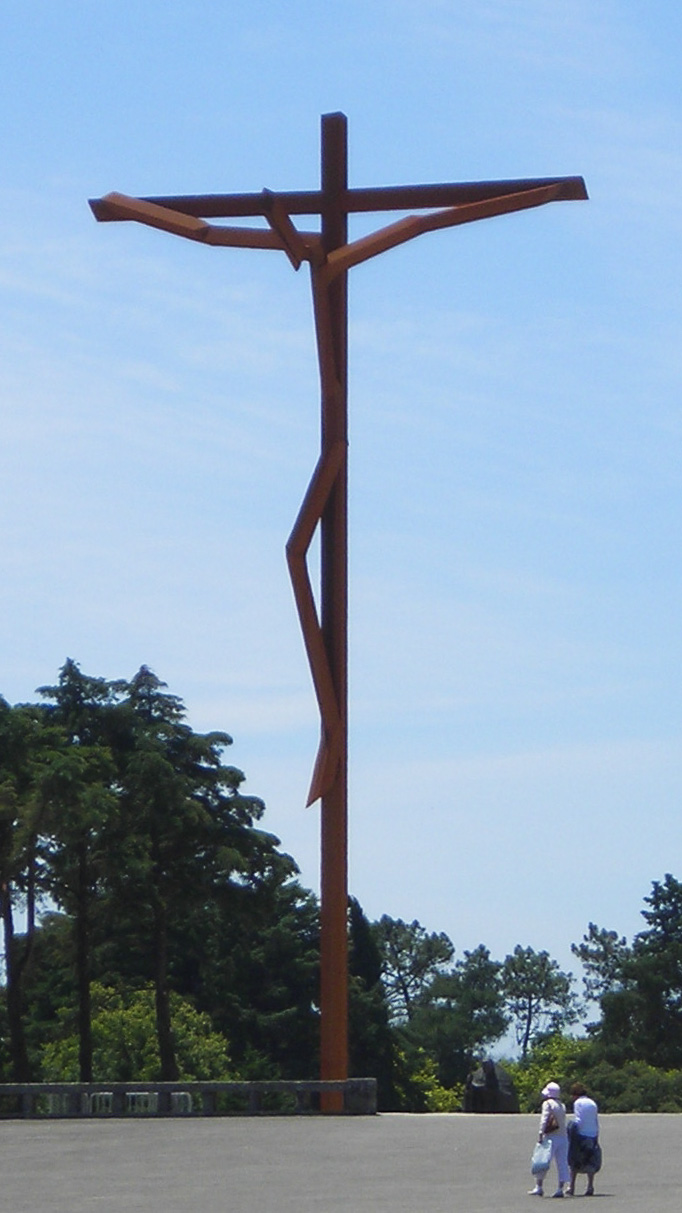
Розп'яття Ісуса Христа (Robert Schad)

- Розп'яття Ісуса Христа (Robert Schad)Площа Івана Павла II відома своїми статуями Івана Павла II (автор — Czeslaw Dzwigaj[pl] (Польща)) та Павла VI (автор — Joaquim Correia (Португалія)).
- Площа Пія XII передусім відома своїм величезним розп'яттям Ісуса Христа створеним з кортенової сталі. Висота хреста — 34 м, ширина — 17 м. Автор роботи — Robert Schad[de] (Німеччина). На площі також розташовані статуї Пія XII та єпископа José Alves Correia da Silva.

### Інші пам'ятки
Серед інших пам'яток Фатіми, що не входять до складу Санктуарія, варто відзначити Місця об'явлення Ангела Миру (Loca do Cabeço та Poço do Arneiro), Будинок Франціско та Жасінти, Будинок Люсії, Будинок-музей Алджустрела, Valinhos (місце 4-го об'явлення), Парафіяльна церква (розташована за 2 км від Санктуарія) тощо.

## Міста-побратими
- Ченстохова, Польща
- Лорето, Італія
- Altötting, Німеччина
- Лурд, Франція
- Маріацелль, Австрія
- Сельчук, Туреччина

## Цікаві факти
- 24 червня 2008 року Фатіму відвідав Президент України Віктор Ющенко з дружиною.[13]

## Галерея зображень

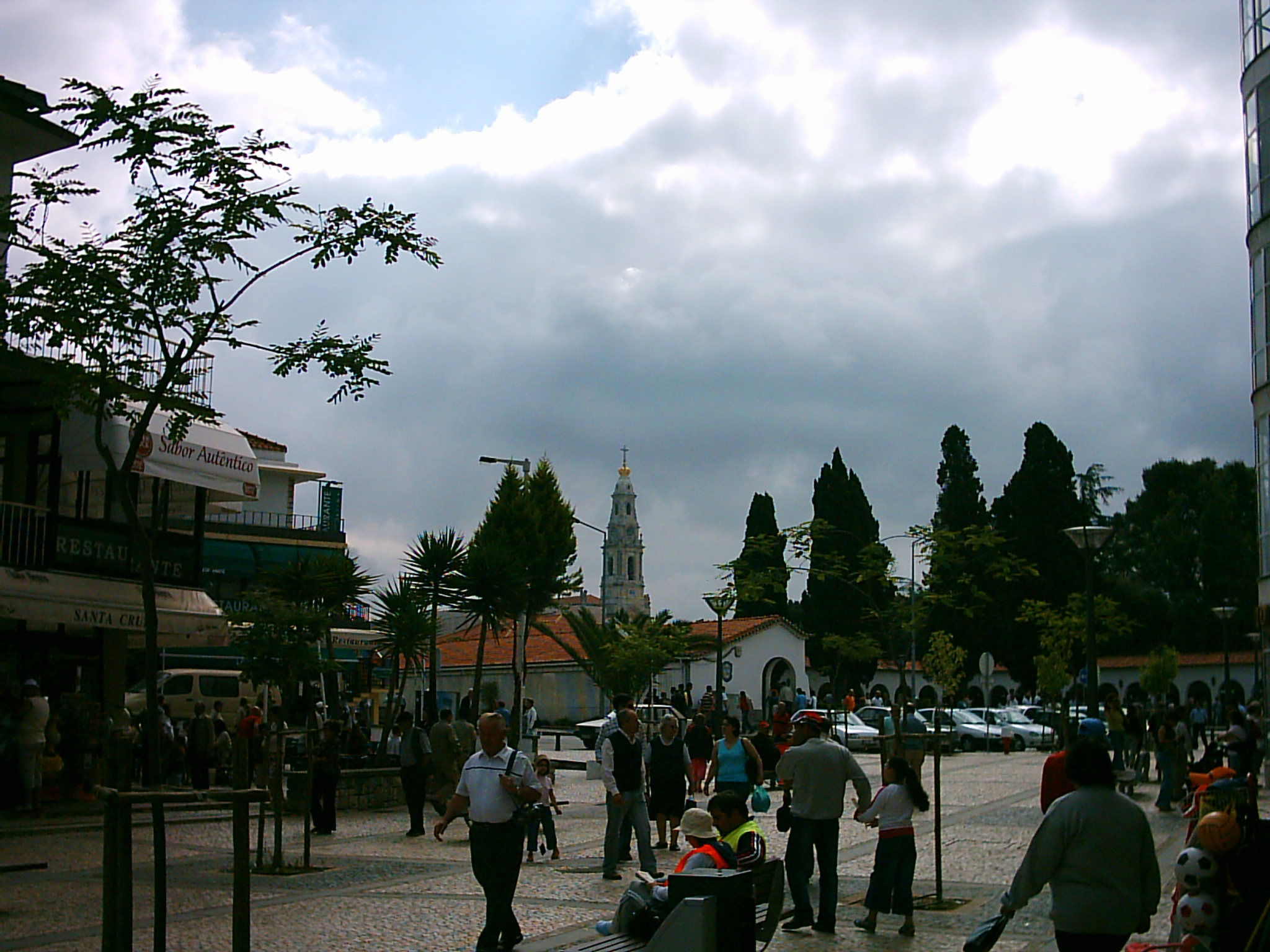
Центр міста
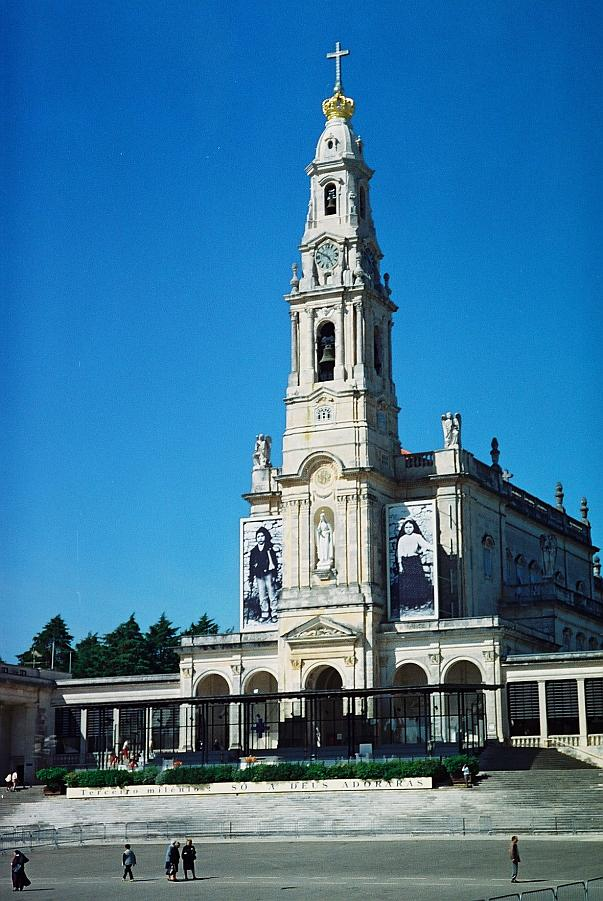
Базиліка Діви Марії Вервиці Фатімської
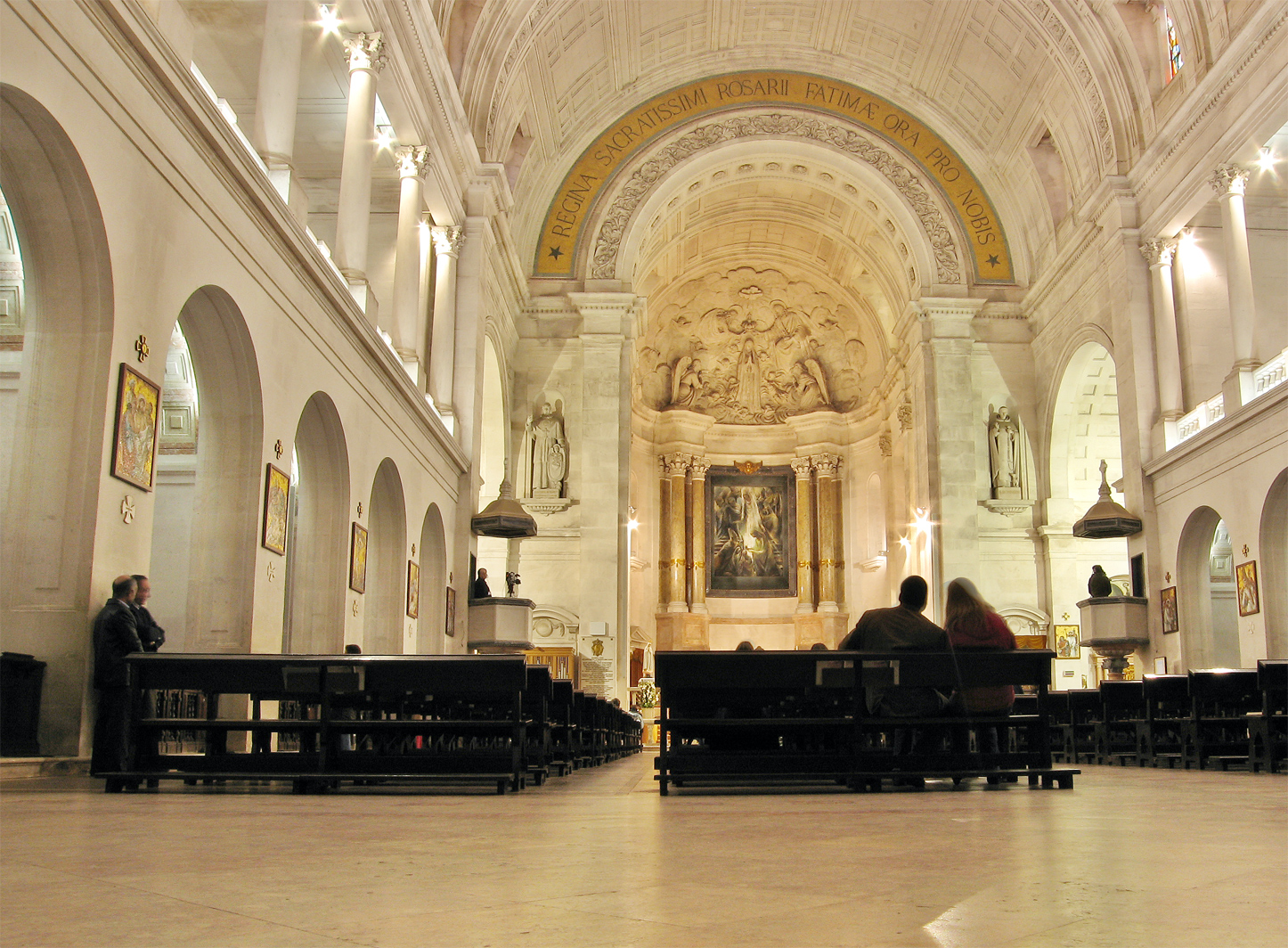
Інтер'єр базиліки Діви Марії Вервиці Фатімської
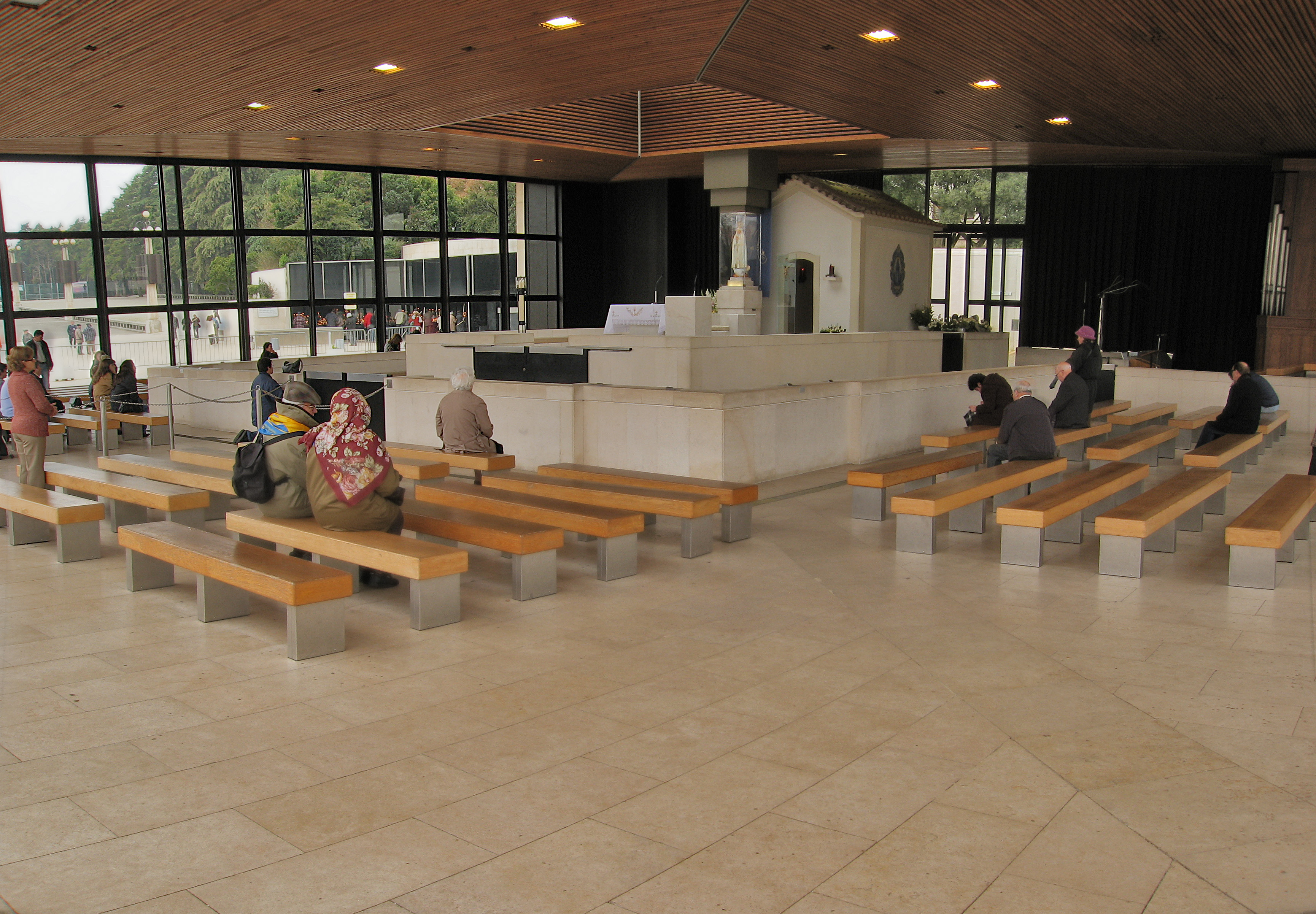
Інтер'єр каплиці Об'явлення
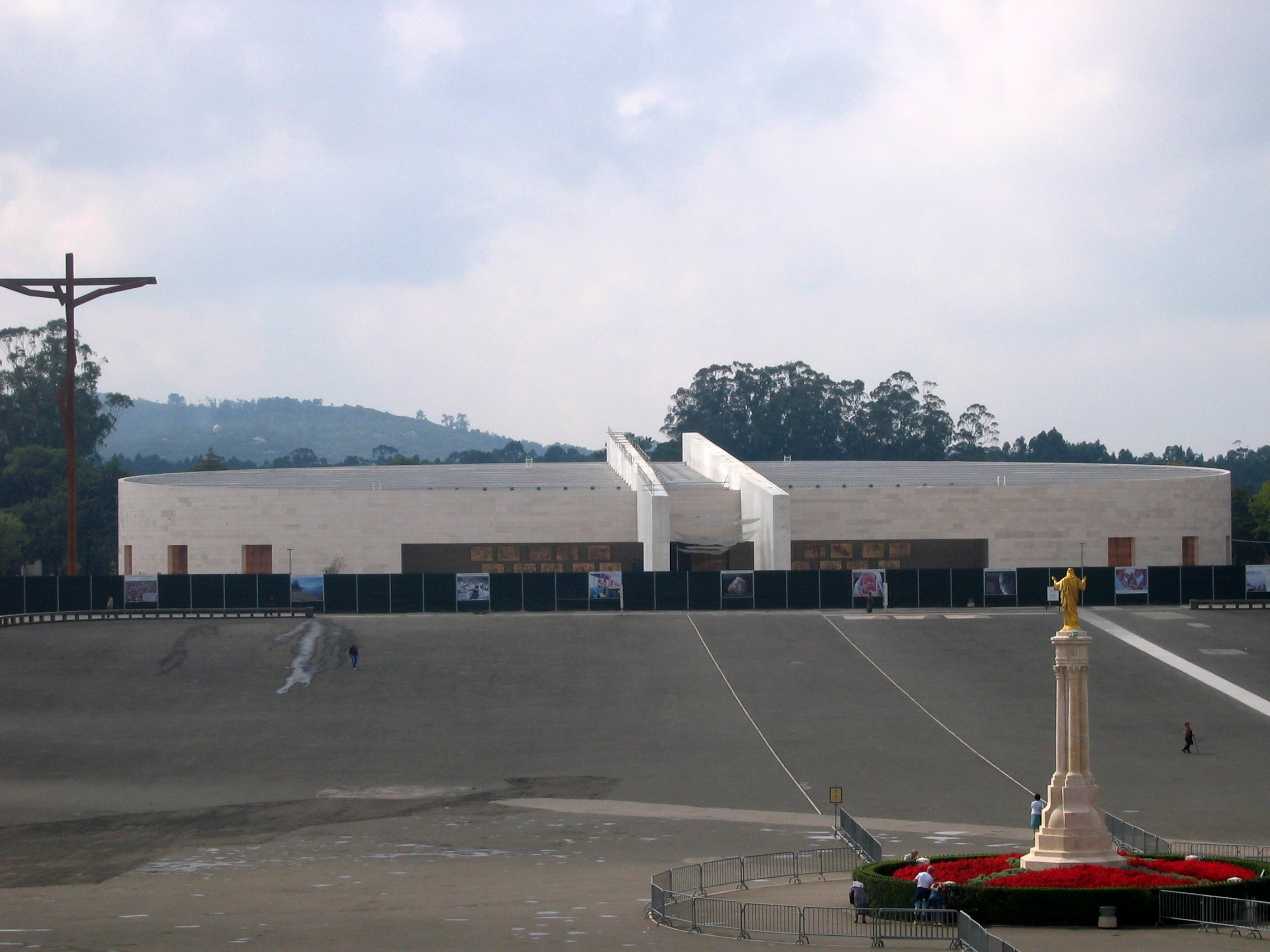
Церква Пресвятої Трійці
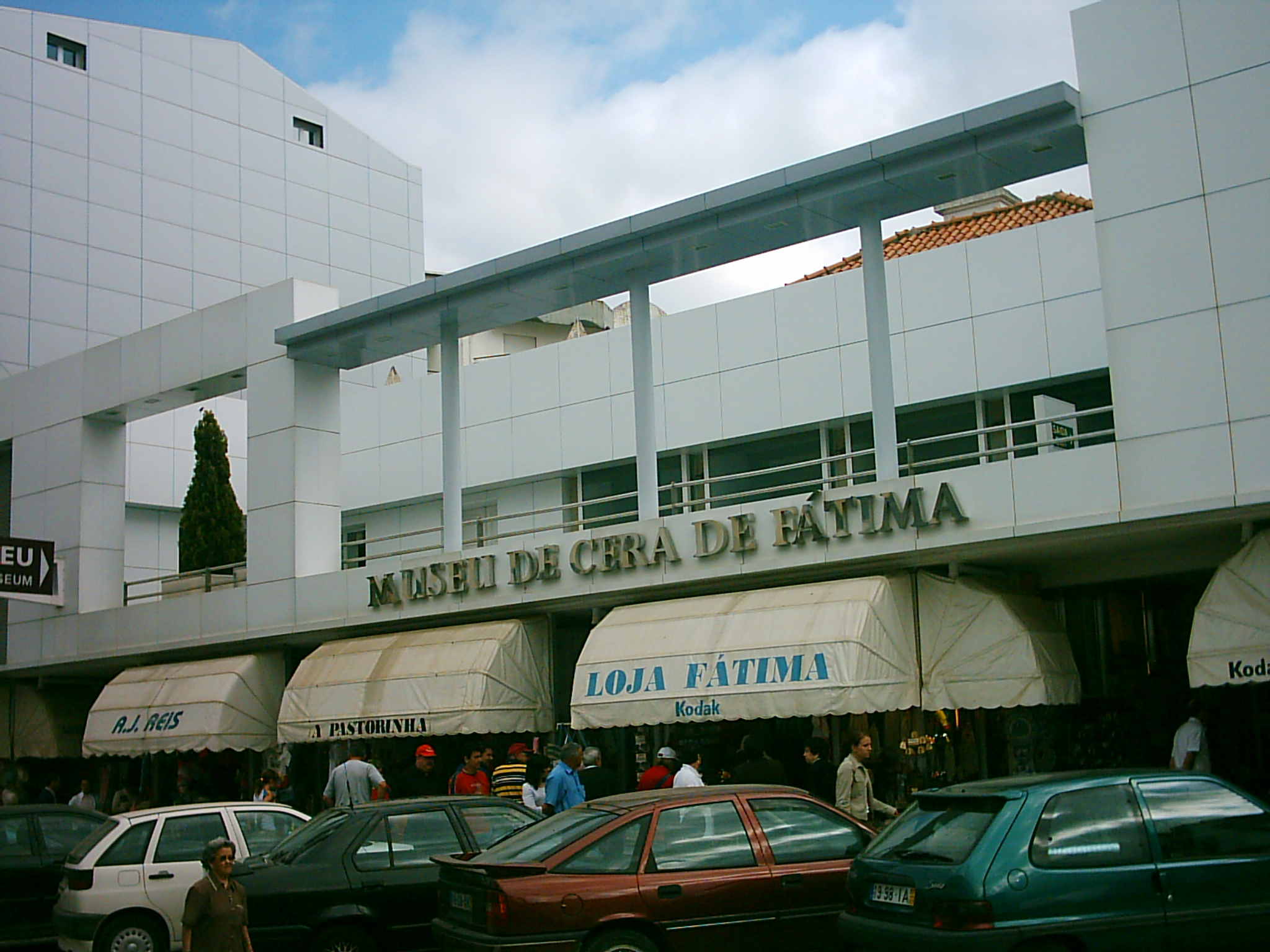
Музей воскових фігур

### Панорамне фото

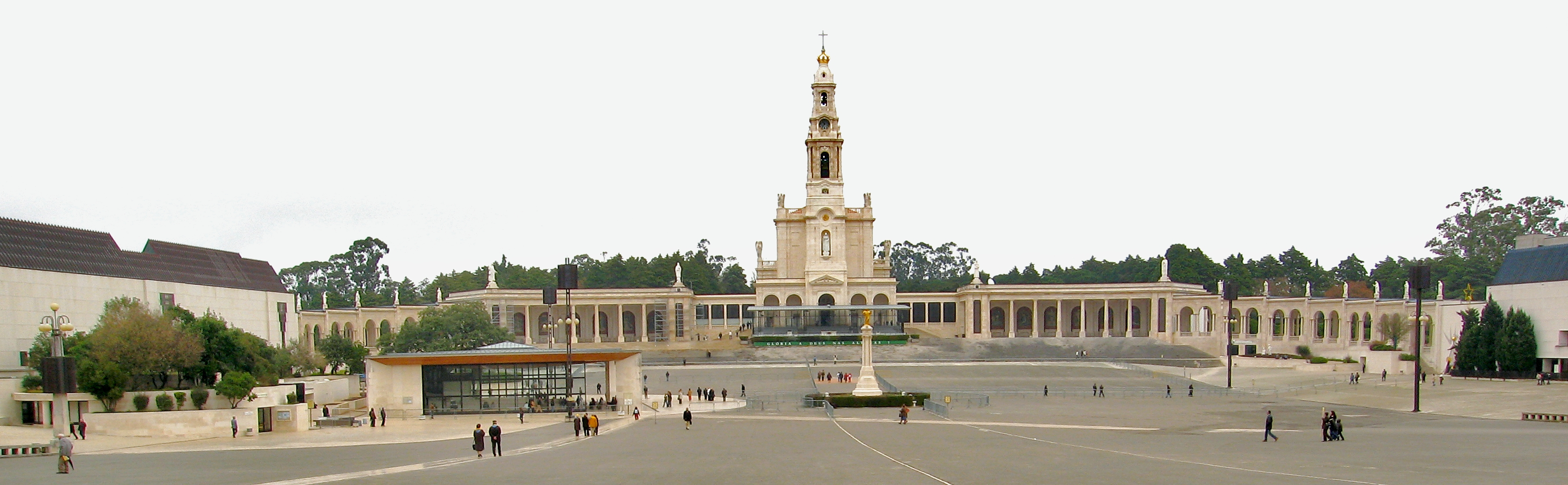
Санктуарій Діви Марії Фатімської (по центру — Базиліка Діви Марії Вервиці Фатімської, ліворуч — Мала каплиця Об'явлення Богородиці).